# Estemmenosuchus
Estemmenosuchus (en griego, "cocodrilo coronado") es un género extinto de terápsidos dinocéfalos, grandes, primitivos y omnívoros, que vivieron durante el Pérmico Medio (Wordiense o desde el Kazaniano  superior al Tatariano inferior) en lo que ahora es Rusia. Fue el animal más grande de su época, y se caracteriza por sus característica cornamenta, probablemente usada como exhibición ante sus congéneres. Se conocen dos especies de Estemmenosuchus, ambas encontradas en Perm, Rusia: E. uralensis y E. mirabilis. Otros dos tipos de estemenosúquidos, Anoplosuchus y Zopherosuchus, son considerados actualmente como hembras de la especie E. uralensis. Se han encontrado varios esqueletos completos e incompletos juntos.

## Descripción

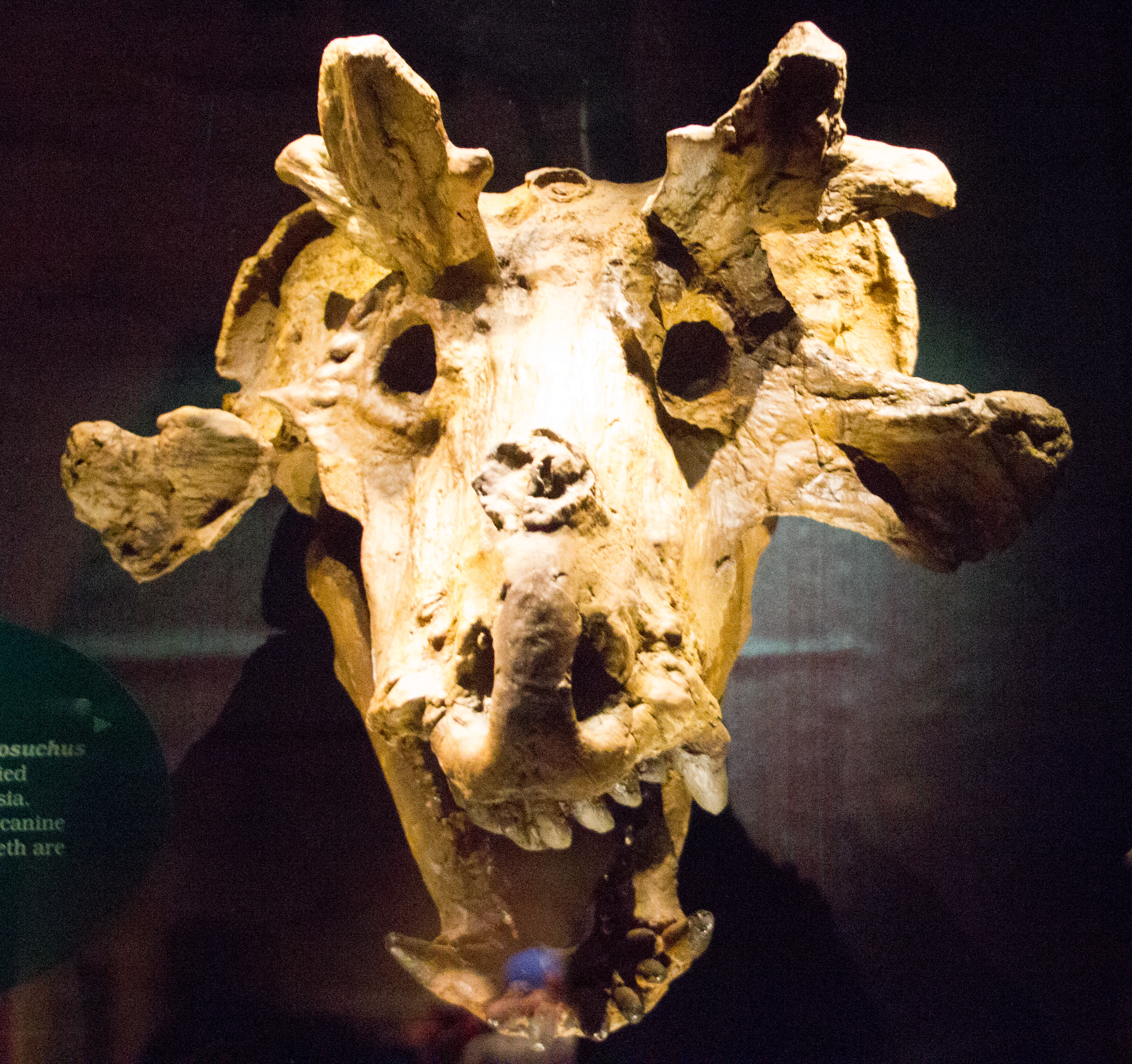
Cráneo de E. mirabilis.

Estemmenosuchus podía alcanzar una longitud corporal de más de 3 metros. Su cráneo era largo y grande, de más de 65 centímetros de longitud, y poseía varios conjuntos de cuernos, algo similares a las astas de los alces, que crecían hacia arriba y hacia afuera desde la parte superior y los lados de la cabeza. El animal tenía una postura extendida de las extremidades tal como se desprende del análisis de sus articulaciones del hombro.
Su cráneo se parecía superficialmente al de Styracocephalus, pero los "cuernos" de ambos animales se componen de huesos diferentes; en Estemmenosuchus los cuernos se localizan en los frontales y se extienden hacia arriba, mientras que en Styracocephalus los cuernos derivan del hueso tabular y se extienden hacia atrás.

## Especies
Estemmenosuchus vivió hace aproximadamente 267 millones de años. Las dos especies que se han identificado provienen de la zona de Ezhovo cerca de Ochyor en la región de Perm, hallados en 1960. Su hallazgo se produjo junto al de los biarmosuquios Eotitanosuchus olsoni y Biarmosuchus tener en depósitos de canales de inundación de los Montes Urales. Estas especies difieren entre sí por el tamaño, la forma del cráneo y la forma de los cuernos.

### Estemmenosuchus uralensis

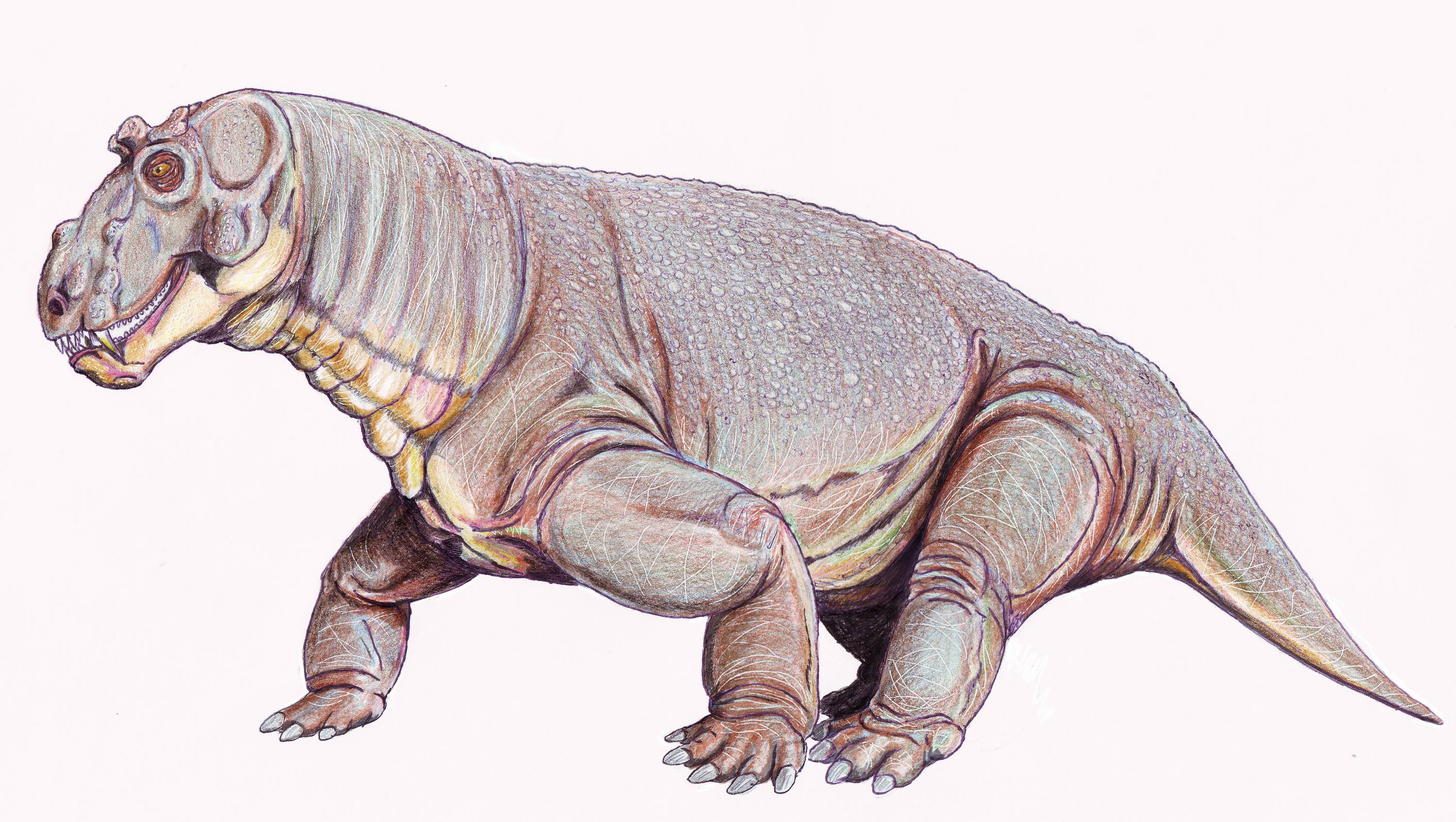
E. uralensis.

Estemmenosuchus uralensis ("cocodrilo coronado de los Montes Urales") llegaba a medir más de 4.5 metros de longitud con una longitud craneal de 65 cm. E. uralensis era un estemenosúquido común en la fauna de Ocher. Es el segundo terápsido más primitivo tras los Biarmosuchia. 
Esta especie se caracteriza por cuernos que se proyectan hacia arriba y abajo a ambos lados de la cabeza. La boca contenía grandes caninos con pequeños molares.

### Estemmenosuchus mirabilis

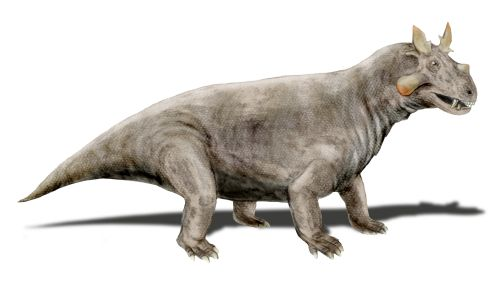
E. mirabilis

Estemmenosuchus mirabilis ("asombroso cocodrilo coronado") crecía hasta 3 metros de longitud con una longitud craneana de 40 cm. E. mirabilis era por el contrario, un estemenosúquido raro en la fauna de Ocher.
A diferencia de E. uralensis, el cual solo tenía un cuerno a cada lado de la cabeza, esta especie tenía 2 protuberancias que se proyectaban a cada lado del cráneo, uno en la parte superior y que lucía como astas y otro apuntaba a los lados, como en E. uralensis. Su hocico era más pequeño y ancho que en su pariente y lucía vagamente parecido al de un alce moderno.
En la parte superior tenía seis incisivos, dos caninos y cerca de veinte pequeños dientes en forma de incisivos en la parte posterior. En la mandíbula tenía seis incisivos, dos caninos y cerca de treinta pequeños dientes posteriores.

## Paleobiología

### Piel
El material fósil incluye una impresión de piel excepcionalmente bien preservada. La piel parece ser lisa e indiferenciada, sin señales de haber tenido pelos o escamas, pero en cambio si tiene evidencia de haber estado bien abastecida con glándulas.

### Termoregulación
Se ha sugerido que el animal tenía una temperatura interna más o menos constante. Su gran tamaño y constitución compacta le daban una escasa superficie en relación con su volumen y esto sugiere que no podía ganar (o perder) temperatura rápidamente. Este fenómeno es conocido como gigantotermia y fue probablemente un factor importante en la regulación de la temperatura en muchos terápsidos. Pero otros científicos creen que era de sangre fría, de manera similar a los reptiles modernos.

### Dieta

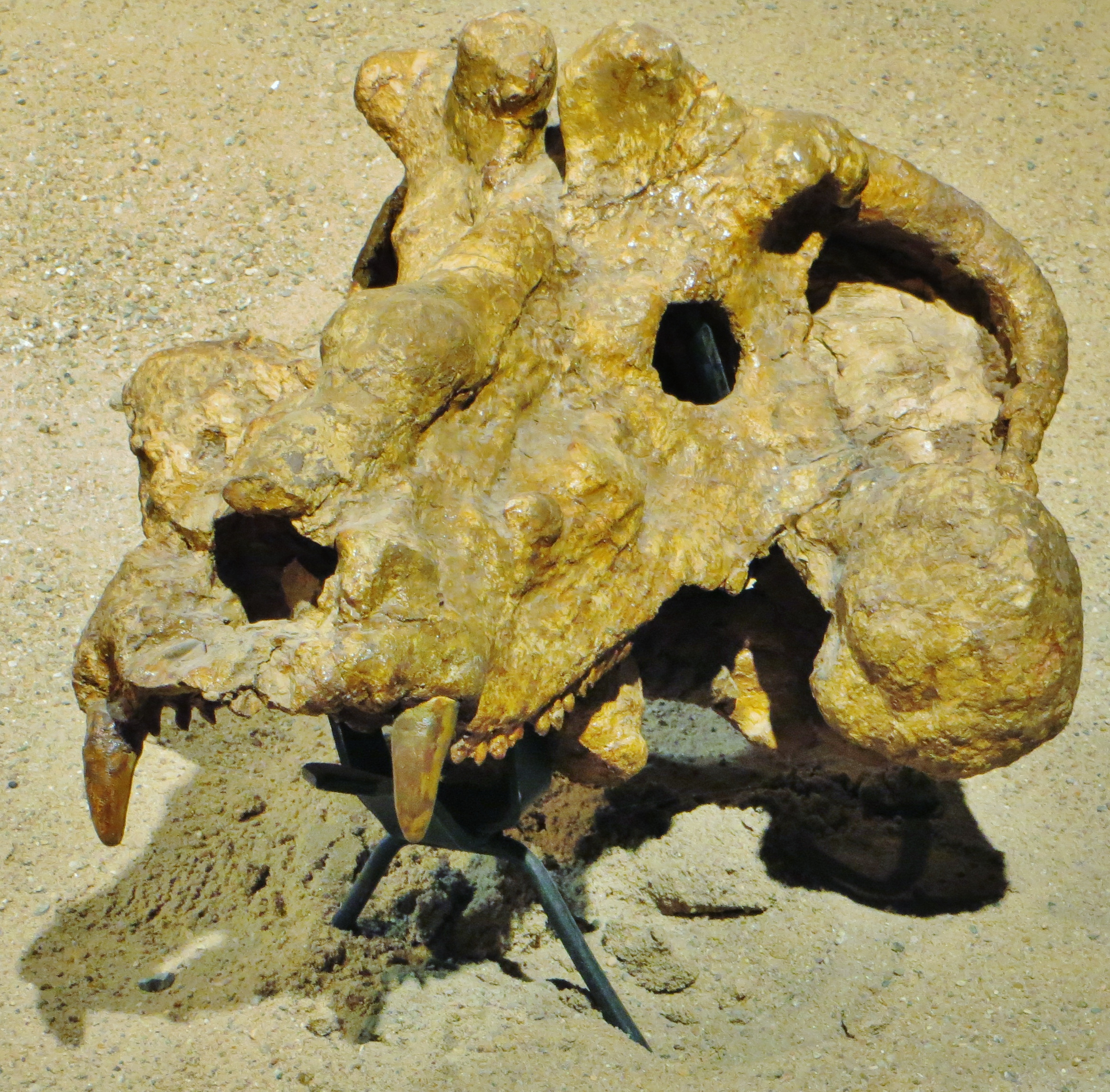
Cráneo de E. uralensis, msotrando sus grandes caninos.

Como con muchos de los terápsidos, la dieta exacta de Estemmenosuchus aún es objeto de discusión entre los paleontólogos. Se ha señalado que los afilados caninos e incisivos indican que Estemmenosuchus era un carnívoro. Sin embargo, muchos de los terápsidos herbívoros tenían dientes parecidos a los de los carnívoros, y el tamaño y forma de su cuerpo sugieren que estaban adaptados a incorporar un sistema digestivo grande. En general, los herbívoros tienen cuerpos más grandes para acomodar un sistema digestivo más largo y complejo debido a que el material vegetal toma más tiempo en procesarse que la carne animal. Por tanto, se considera más probable que Estemmenosuchus fuera en realidad herbívoro, aunque se acepta que puede haber suplementado su dieta vegetal con carne ocasionalmente y de ser así, Estemmenosuchus podría considerarse como omnívoro.
Otra evidencia que apoya su dieta herbívora es la orientación de sus patas. Las patas posteriores se situaban directamente bajo sus caderas soportando el peso del cuerpo desde abajo. Por sí mismas, sugieren que Estemmenosuchus pasaba mucho de su tiempo caminando ya que esto proporciona una forma de locomoción más eficiente. Sin embargo, las patas delanteras se extienden a los lados en forma parecida a la de los lagartos modernos. Si bien se ha sugerido que esto mejoraría su maniobrabilidad de modo que podían mostrar su ornamentación craneal hacia un Estemmenosuchus rival, o incluso a un depredador potencial, un beneficio más obvio es que estas patas le permitirían a Estemmenosuchus elevar la parte superior de su cuerpo y bajarla, como si realizara flexiones. Esta combinación de diferentes articulaciones en las extremidades encajan mejor con un herbívoro que con un carnívoro, dado que le permitirían una marcha eficiente al animal al buscar comida, y también podría además bajar su cabeza hasta el suelo para facilitarle el ramoneo de plantas bajas.

## Galería

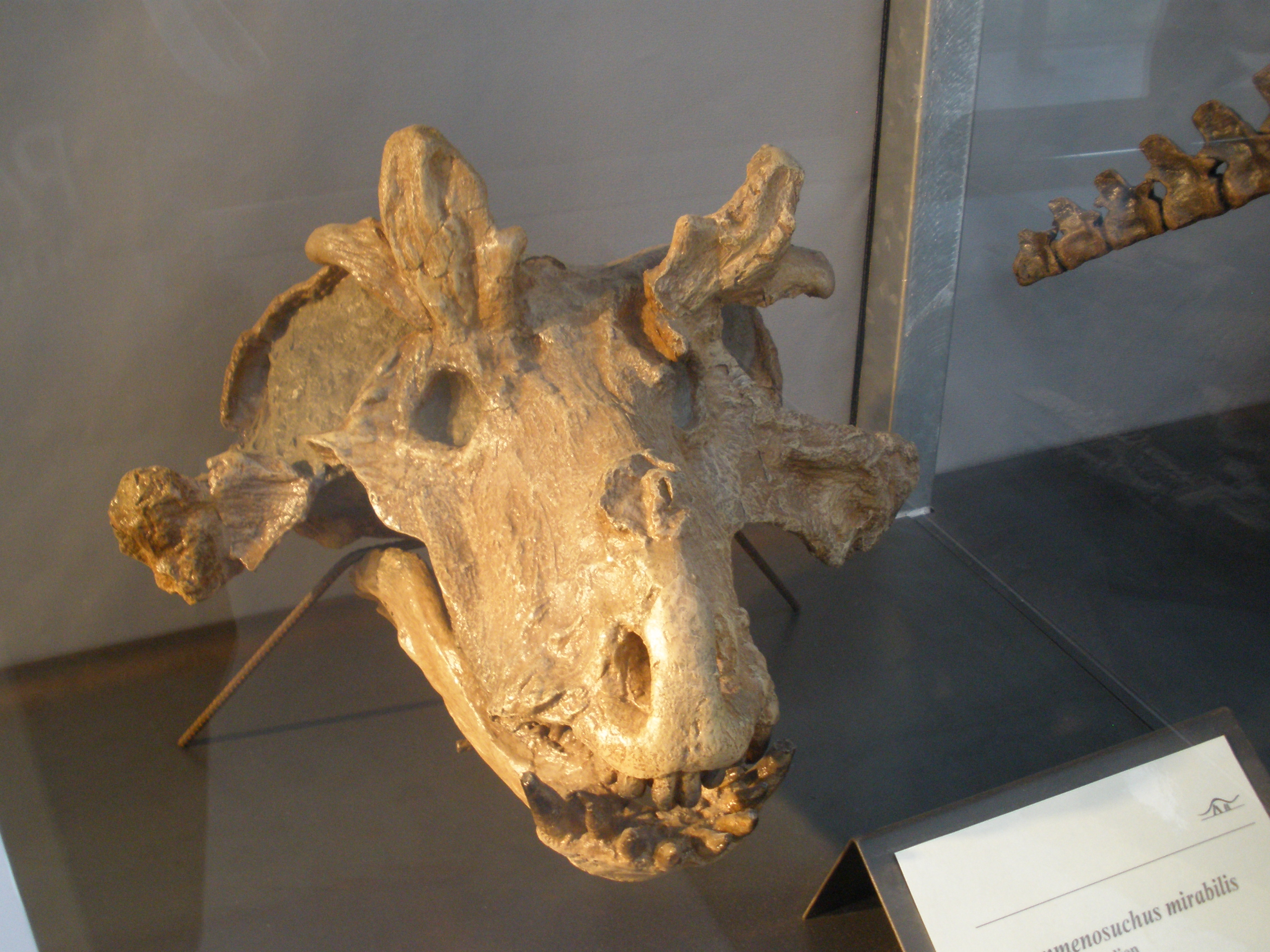
Cráneo de Estemmenosuchus mirabilis.
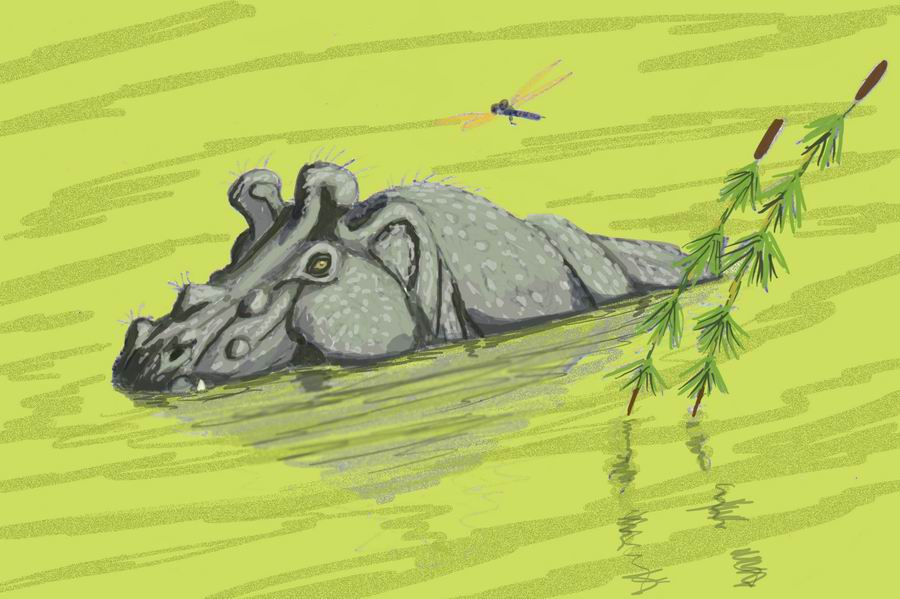
Estemmenosuchus uralensis, posiblemente con hábitos acuáticos.

- Datos: Q133120
- Multimedia: Estemmenosuchus / Q133120